# Lizzie Adams
Pour les articles homonymes, voir Adams.
Lizzie Adams, née le 19 mai 1986, mariée Browne, est une orienteuse et coureuse de fond anglaise spécialisée en course en montagne. Elle est championne du Commonwealth de course en montagne 2011.

## Biographie
Lizzie fait ses débuts en compétition en course d'orientation. Elle s'illustre notamment en relais, terminant neuvième aux championnats du monde junior 2005 à Tenero et remportant le titre de championne junior de Grande-Bretagne en 2006 avec Jessica Halliday et Rebecca Roberts.
Elle découvre ensuite la discipline du fell running où elle signe de bons résultats. Elle connaît une excellente saison 2011 de course en montagne. Le 12 juillet, elle participe à l'édition inaugurale des championnats de Grande-Bretagne de course en montagne à Keswick. La course est dominée par Victoria Wilkinson. Lizzie parvient à rester dans ses talons pour décrocher la médaille d'argent. Elle remporte ensuite la course de sélection pour les championnats du monde de course en montagne à Tirana où elle termine meilleure Britannique en cinquième position et remporte la médaille de bronze au classement par équipes avec Emma Clayton et Mary Wilkinson. Le 24 septembre, lors des championnats du Commonwealth de course en montagne à Llanberis, elle prend un bon départ et se retrouve dans le groupe de tête mené par Olivia Walwyn-Busch. L'Écossaise Tracey Brindley effectue ensuite une bonne remontée et double les Anglaises. Lizzie la rattrape ensuite et la double pour remporter le titre. Elle décroche de plus la médaille d'or au classement par équipes.

## Palmarès
| no  | féminin           | Course                                                | Longueur | Départ            | Temps       |
| --- | ----------------- | ----------------------------------------------------- | -------- | ----------------- | ----------- |
| 2e  | Médaille d'argent | Championnats de Grande-Bretagne de course en montagne | 8,9 km   | 12 juillet 2011   | 55 min 48 s |
| 5e  | 5e                | Championnats du monde de course en montagne           | 8,77 km  | 11 septembre 2011 | 42 min 43 s |
| 1re | Médaille d'or     | Championnats du Commonwealth de course en montagne    | 8 km     | 24 septembre 2011 | 43 min 37 s |

## Records
| Épreuve       | Performance | Date         | Lieu    |
| ------------- | ----------- | ------------ | ------- |
| 10 kilomètres | 32 min 50 s | 6 avril 2012 | Salford |